# Ptychobranchus
Ptychobranchus је род слатководних шкољки из породице Unionidae.

## Врсте
Врсте у оквиру рода Ptychobranchus:
- Ptychobranchus fasciolaris
- Ptychobranchus foremanianus
- Ptychobranchus greenii
- Ptychobranchus jonesi
- Ptychobranchus occidentalis
- Ptychobranchus subtentum